# Мвіньї Казімото
Мвіньї Мвітула Казімото (англ. Mwinyi Mwitula Kazimoto; нар. 25 грудня 1988, Додома, Танзанія) — танзанійський футболіст, півзахисник клубу «Сімба».

## Клубна кар'єра
Футбольну кар'єру розпочав у 2007 році в складі ЖКТ Руву Старс. Виступав у цьому клубі протягом наступних чотирьох років. У 2011 році перейшов до СК «Сімба». У 2012 році разом з цією командою виграв чемпіонат Танзанії. 1 липня 2012 року підписав контракт з катарським клубом «Аль-Маркхія». Через три роки повернувся до Танзанії, де знову став гравцем СК «Сімба».

## Кар'єра в збірній
З 2009 року викликається до складу національної збірної Танзанії. Разом з командою виступав у кваліфікації Кубку африканських націй 2013 року.

### Голи за збірну
| Гол | Дата              | Місце                                        | Суперник      | Рахунок | Результат | Змагання          |
| --- | ----------------- | -------------------------------------------- | ------------- | ------- | --------- | ----------------- |
| 1.  | 3 червня 2009     | Національний стадіон, Дар-ес-Салам, Танзанія | Нова Зеландія | 2–1     | 2–1       | Товариський       |
| 2.  | 29 листопада 2011 | Національний стадіон, Дар-ес-Салам, Танзанія | Джибуті       | 2–0     | 3–0       | Кубок КЕСАФА 2011 |
| 3.  | 3 грудня 2011     | Національний стадіон, Дар-ес-Салам, Танзанія | Зімбабве      | 2–1     | 2–1       | Кубок КЕСАФА 2011 |
| 4.  | 29 лютого 2012    | Національний стадіон, Дар-ес-Салам, Танзанія | Мозамбік      | 1–1     | 1–1       | кв. КАН 2013      |
| 5.  | 15 серпня 2012    | Молеполе Стедіум, Молеполе, Ботсвана         | Ботсвана      | 2–1     | 3–3       | Товариський       |
| 6.  | 8 грудня 2012     | Мандела Нешинл Стедіум, Кампала, Уганда      | Занзібар      | 1–0     | 1–1       | Кубок КЕСАФА 2012 |

## Досягнення
- Прем'єр-ліга
  -  Чемпіон (1): 2011/12